# IIHF Verdensmesterskabet 2019 Gruppe A
Gruppe A er en af de to grupper ved IIHF Verdensmesterskabet 2019. De fire bedste hold avancerer til slutspillet, mens det dårligste hold rykker ned i Division I i 2020.

## Stilling
| Pos | Hold           | K | V | OTV | OTT | T | MF | MM | M+/- | P | Kvalifikation eller nedrykning   |
| --- | -------------- | - | - | --- | --- | - | -- | -- | ---- | - | -------------------------------- |
| 1   | Finland        | 2 | 2 | 0   | 0   | 0 | 7  | 3  | +4   | 6 | Kvartfinaler                     |
| 2   | Tyskland       | 2 | 2 | 0   | 0   | 0 | 5  | 2  | +3   | 6 | Kvartfinaler                     |
| 3   | Canada         | 2 | 1 | 0   | 0   | 1 | 9  | 3  | +6   | 3 | Kvartfinaler                     |
| 4   | USA            | 2 | 1 | 0   | 0   | 1 | 8  | 5  | +3   | 3 | Kvartfinaler                     |
| 5   | Slovakiet      | 2 | 1 | 0   | 0   | 1 | 6  | 5  | +1   | 3 |                                  |
| 6   | Danmark        | 2 | 0 | 1   | 0   | 1 | 6  | 6  | 0    | 2 |                                  |
| 7   | Frankrig       | 2 | 0 | 0   | 1   | 1 | 5  | 12 | −7   | 1 |                                  |
| 8   | Storbritannien | 2 | 0 | 0   | 0   | 2 | 2  | 11 | −9   | 0 | Nedrykning til Division I A 2020 |

## Kampe
Alle tider er lokale (UTC+2).

### Finland vs Canada
| 10. maj 2019 16:15 | Finland | 3–1 (1–1, 0–0, 2–0) | Canada | Steel Aréna, Košice Tilskuere: 6,764 |

| Rapport                                                                                        | Rapport               | Rapport                                     | Rapport     | Rapport                                                                  |
| ---------------------------------------------------------------------------------------------- | --------------------- | ------------------------------------------- | ----------- | ------------------------------------------------------------------------ |
|                                                                                                | Kevin Lankinen        | Målmænd                                     | Matt Murray | Dommer: Tobias Bjork Jan Hribik Linjedommere: Brian Oliver Jiří Ondráček |
| Kakko (Rajala, Ilomäki) – 06:47 / Ilomäki (Rajala, Lehtonen) (PP) – 42:36 / Kakko (EN) – 59:26 | 1–0 / 1–1 / 2–1 / 3–1 | 08:03 – Marchessault (Stone, Theodore) (PP) |             | Dommer: Tobias Bjork Jan Hribik Linjedommere: Brian Oliver Jiří Ondráček |
| 2 min                                                                                          | Strafminutter         | 4 min                                       |             | Dommer: Tobias Bjork Jan Hribik Linjedommere: Brian Oliver Jiří Ondráček |
| 27                                                                                             | Skud                  | 21                                          |             | Dommer: Tobias Bjork Jan Hribik Linjedommere: Brian Oliver Jiří Ondráček |

### USA vs Slovakiet
| 10. maj 2019 20:15 | USA | 1–4 (1–1, 0–2, 0–1) | Slovakiet | Steel Aréna, Košice Tilskuere: 7,430 |

| Rapport                               | Rapport                     | Rapport | Rapport      | Rapport                                                                           |
| ------------------------------------- | --------------------------- | --- | ------------ | --------------------------------------------------------------------------------- |
|                                       | Cory Schneider              | Målmænd | Patrik Rybár | Dommer: Oliver Gouin Yevgeni Romasko Linjedommere: Gleb Lazarev Andreas Malmqvist |
| DeBrincat (Kane, Eichel) (PP) – 12:05 | 0–1 / 1–1 / 1–2 / 1–3 / 1–4 | 04:02 – Sukeľ (Studenič) / 21:52 – Černák (Sekera) (PP2) / 24:58 – Tatar (Pánik) / 55:54 – Krištof (Marinčin) |              | Dommer: Oliver Gouin Yevgeni Romasko Linjedommere: Gleb Lazarev Andreas Malmqvist |
| 4 min                                 | Strafminutter               | 4 min |              | Dommer: Oliver Gouin Yevgeni Romasko Linjedommere: Gleb Lazarev Andreas Malmqvist |
| 26                                    | Skud                        | 36 |              | Dommer: Oliver Gouin Yevgeni Romasko Linjedommere: Gleb Lazarev Andreas Malmqvist |

### Danmark vs Frankrig
| 11. maj 2019 12:15 | Danmark | 5–4 GWS (2–1, 1–3, 1–0) (OT: 0–0) (SO: 1–0) | Frankrig | Steel Aréna, Košice Tilskuere: 6,190 |

| Rapport | Rapport                                       | Rapport | Rapport       | Rapport                                                                       |
| --- | --------------------------------------------- | --- | ------------- | ----------------------------------------------------------------------------- |
| | Sebastian Dahm                                | Målmænd | Florian Hardy | Dommer: Aleksi Rantala Jeremy Tufts Linjedommere: Dmitri Golyak Jiří Ondráček |
| Storm – 19:06 / M. Lauridsen (Storm, J. Jensen) (PP) – 19:56 / Eller (Bødker) – 35:29 / J. Jensen (Nick. Jensen, Meyer) – 46:34 | 0–1 / 1–1 / 2–1 / 2–2 / 2–3 / 2–4 / 3–4 / 4–4 | 08:55 – Bertrand (Claireaux, Hecquefeuille) (PP) / 24:08 – Dame-Malka / 32:21 – Fleury (Bozon, Hecquefeuille) / 33:55 – Claireaux (Rech, Bozon) (PP) |               | Dommer: Aleksi Rantala Jeremy Tufts Linjedommere: Dmitri Golyak Jiří Ondráček |
| 8 min | Strafminutter                                 | 8 min |               | Dommer: Aleksi Rantala Jeremy Tufts Linjedommere: Dmitri Golyak Jiří Ondráček |
| 39 | Skud                                          | 28 |               | Dommer: Aleksi Rantala Jeremy Tufts Linjedommere: Dmitri Golyak Jiří Ondráček |

### Tyskland vs Storbritannien
| 11. maj 2019 16:15 | Tyskland | 3–1 (0–0, 1–0, 2–1) | Storbritannien | Steel Aréna, Košice Tilskuere: 6,866 |

| Rapport                                                                                               | Rapport               | Rapport         | Rapport   | Rapport                                                                          |
| --- | --------------------- | --------------- | --------- | -------------------------------------------------------------------------------- |
| | Mathias Niederberger  | Målmænd         | Ben Bowns | Dommer: Oliver Gouin Jan Hribik Linjedommere: Andreas Malmqvist Lauri Nikulainen |
| Seider (Seidenberg) – 39:21 / Ehliz (Plachta) (PP) – 50:39 / Draisaitl (Plachta, Eisenschmid) – 52:03 | 1–0 / 1–1 / 2–1 / 3–1 | 43:36 – Hammond |           | Dommer: Oliver Gouin Jan Hribik Linjedommere: Andreas Malmqvist Lauri Nikulainen |
| 2 min                                                                                                 | Strafminutter         | 4 min           |           | Dommer: Oliver Gouin Jan Hribik Linjedommere: Andreas Malmqvist Lauri Nikulainen |
| 35 | Skud                  | 17              |           | Dommer: Oliver Gouin Jan Hribik Linjedommere: Andreas Malmqvist Lauri Nikulainen |

### Slovakiet vs Finland
| 11. maj 2019 20:15 | Slovakiet | 2–4 (1–2, 1–0, 0–2) | Finland | Steel Aréna, Košice Tilskuere: 7,421 |

| Rapport                                                             | Rapport                           | Rapport | Rapport        | Rapport                                                                         |
| ------------------------------------------------------------------- | --------------------------------- | --- | -------------- | ------------------------------------------------------------------------------- |
|                                                                     | Marek Čiliak                      | Målmænd | Kevin Lankinen | Dommer: Manuel Nikolic Maxim Sidorenko Linjedommere: Rene Jensen Dustin McCrank |
| Černák (Sekera, Pánik) – 10:52 / Marinčin (Studenič, Jaroš) – 39:20 | 1–0 / 1–1 / 1–2 / 2–2 / 2–3 / 2–4 | 14:21 – Lindbohm (Savinainen, Rajala) (PP) / 16:11 – Kakko (Mikkola, Manninen) / 49:52 – Kakko (Mikkola, Manninen) / 59:45 – Kakko (Manninen, Mikkola) (EN) |                | Dommer: Manuel Nikolic Maxim Sidorenko Linjedommere: Rene Jensen Dustin McCrank |
| 6 min                                                               | Strafminutter                     | 6 min |                | Dommer: Manuel Nikolic Maxim Sidorenko Linjedommere: Rene Jensen Dustin McCrank |
| 25                                                                  | Skud                              | 27 |                | Dommer: Manuel Nikolic Maxim Sidorenko Linjedommere: Rene Jensen Dustin McCrank |

### USA vs Frankrig
| 12. maj 2019 12:15 | USA | 7–1 (3–0, 2–0, 2–1) | Frankrig | Steel Aréna, Košice Tilskuere: 4,960 |

| Rapport | Rapport                                       | Rapport                            | Rapport          | Rapport                                                                         |
| --- | --------------------------------------------- | ---------------------------------- | ---------------- | ------------------------------------------------------------------------------- |
| | Thatcher Demko                                | Målmænd                            | Sebastian Ylönen | Dommer: Tobias Bjork Maxim Sidorenko Linjedommere: Rene Jensen Lauri Nikulainen |
| DeBrincat (Van Riemsdyk, Kane) (PP) – 04:05 / Vatrano (Eichel, Martinez) – 05:48 / DeBrincat – 06:04 / White (Q. Hughes, Martinez) – 33:56 / Kane (Larkin, Fox) – 35:52 / Kreider (Larkin) – 40:55 / White (Vatrano, Glendening) – 54:21 | 1–0 / 2–0 / 3–0 / 4–0 / 5–0 / 6–0 / 6–1 / 7–1 | 46:36 – Rech (Claireaux, Bertrand) |                  | Dommer: Tobias Bjork Maxim Sidorenko Linjedommere: Rene Jensen Lauri Nikulainen |
| 6 min | Strafminutter                                 | 6 min                              |                  | Dommer: Tobias Bjork Maxim Sidorenko Linjedommere: Rene Jensen Lauri Nikulainen |
| 42 | Skud                                          | 24                                 |                  | Dommer: Tobias Bjork Maxim Sidorenko Linjedommere: Rene Jensen Lauri Nikulainen |

### Danmark vs Tyskland
| 12. maj 2019 16:15 | Danmark | 1–2 (0–0, 0–2, 1–0) | Tyskland | Steel Aréna, Košice Tilskuere: 5,605 |

| Rapport                     | Rapport         | Rapport                                                                   | Rapport              | Rapport                                                                          |
| --------------------------- | --------------- | ------------------------------------------------------------------------- | -------------------- | -------------------------------------------------------------------------------- |
|                             | Sebastian Dahm  | Målmænd                                                                   | Mathias Niederberger | Dommer: Manuel Nikolic Yevgeni Romasko Linjedommere: Dustin McCrank Brian Oliver |
| Bau (Meyer, Larsen) – 50:19 | 0–1 / 0–2 / 1–2 | 30:27 – Plachta (Draisaitl, Eisenschmid) / 39:49 – Tiffels (Kahun, Mauer) |                      | Dommer: Manuel Nikolic Yevgeni Romasko Linjedommere: Dustin McCrank Brian Oliver |
| 14 min                      | Strafminutter   | 14 min                                                                    |                      | Dommer: Manuel Nikolic Yevgeni Romasko Linjedommere: Dustin McCrank Brian Oliver |
| 38                          | Skud            | 26                                                                        |                      | Dommer: Manuel Nikolic Yevgeni Romasko Linjedommere: Dustin McCrank Brian Oliver |

### Storbritannien vs Canada
| 12. maj 2019 20:15 | Storbritannien | 0–8 (0–2, 0–3, 0–3) | Canada | Steel Aréna, Košice Tilskuere: 4,563 |

| Rapport | Rapport                                       | Rapport | Rapport     | Rapport                                                                      |
| ------- | --------------------------------------------- | --- | ----------- | ---------------------------------------------------------------------------- |
|         | Ben Bowns Jackson Whistle                     | Målmænd | Carter Hart | Dommer: Aleksi Rantala Jeremy Tufts Linjedommere: Dmitri Golyak Gleb Lazarev |
|         | 0–1 / 0–2 / 0–3 / 0–4 / 0–5 / 0–6 / 0–7 / 0–8 | 02:42 – Joseph (Henrique, Nurse) / 12:33 – Mantha (McCann, Stecher) / 22:35 – Turris (Mantha) / 27:05 – Strome (Marchessault, Chabot) (PP) / 39:37 – Fabbro (Jost) / 40:57 – Turris (Mantha) / 46:46 – Couturier (Mantha, Chabot) (PP) / 50:27 – Mantha (Theodore, Jost) |             | Dommer: Aleksi Rantala Jeremy Tufts Linjedommere: Dmitri Golyak Gleb Lazarev |
| 16 min  | Strafminutter                                 | 4 min |             | Dommer: Aleksi Rantala Jeremy Tufts Linjedommere: Dmitri Golyak Gleb Lazarev |
| 12      | Skud                                          | 56 |             | Dommer: Aleksi Rantala Jeremy Tufts Linjedommere: Dmitri Golyak Gleb Lazarev |

### USA vs Finland
| 13. maj 2019 16:15 | USA | 3–2 OT (2–1, 0–1, 0–0) (OT: 1–0) | Finland | Steel Aréna, Košice Tilskuere: 7,060 |

| Rapport                                                                                            | Rapport                     | Rapport                                                                       | Rapport           | Rapport                                                                     |
| -------------------------------------------------------------------------------------------------- | --------------------------- | ----------------------------------------------------------------------------- | ----------------- | --------------------------------------------------------------------------- |
| | Cory Schneider              | Målmænd                                                                       | Veini Vehviläinen | Dommer: Jan Hribik Yevgeni Romasko Linjedommere: Gleb Lazarev Jiří Ondráček |
| Skjei (DeBrincat, Eichel) – 00:50 / Gaudreau (Eichel) – 10:36 / Larkin (Q. Hughes, Keller) – 63:47 | 1–0 / 2–0 / 2–1 / 2–2 / 3–2 | 19:05 – Pesonen (Manninen, Koivisto) / 39:28 – Ojamäki (Manninen, Kaski) (PP) |                   | Dommer: Jan Hribik Yevgeni Romasko Linjedommere: Gleb Lazarev Jiří Ondráček |
| 4 min                                                                                              | Strafminutter               | 2 min                                                                         |                   | Dommer: Jan Hribik Yevgeni Romasko Linjedommere: Gleb Lazarev Jiří Ondráček |
| 29                                                                                                 | Skud                        | 26                                                                            |                   | Dommer: Jan Hribik Yevgeni Romasko Linjedommere: Gleb Lazarev Jiří Ondráček |

### Slovakiet vs Canada
| 13. maj 2019 20:15 | Slovakiet | 5–6 (2–2, 2–3, 1–1) | Canada | Steel Aréna, Košice Tilskuere: 7,420 |

| Rapport | Rapport                                                         | Rapport | Rapport     | Rapport                                                                          |
| --- | --------------------------------------------------------------- | --- | ----------- | -------------------------------------------------------------------------------- |
| | Patrik Rybár Marek Čiliak                                       | Målmænd | Matt Murray | Dommer: Tobias Bjork Manuel Nikolic Linjedommere: Andreas Malmqvist Brian Oliver |
| Sukeľ (Studenič, Nagy) – 07:14 / Liška (Jaroš, Lunter) – 08:18 / Nagy (Marinčin, Lantoši) (PP) – 21:49 / Liška (Buc, Lunter) – 25:09 / Sukeľ (Marinčin) – 51:45 | 1–0 / 2–0 / 2–1 / 2–2 / 3–2 / 4–2 / 4–3 / 4–4 / 4–5 / 5–5 / 5–6 | 16:20 – Mantha (Turris, McCann) / 18:10 – Theodore (Mantha, Severson) (PP) / 27:01 – Marchessault (Chabot) (PP) / 28:43 – Cirelli (Reinhart) / 36:40 – Stecher (Turris, Severson) / 59:59 – Stone (Chabot) (PP) |             | Dommer: Tobias Bjork Manuel Nikolic Linjedommere: Andreas Malmqvist Brian Oliver |
| 10 min | Strafminutter                                                   | 22 min |             | Dommer: Tobias Bjork Manuel Nikolic Linjedommere: Andreas Malmqvist Brian Oliver |
| 31 | Skud                                                            | 28 |             | Dommer: Tobias Bjork Manuel Nikolic Linjedommere: Andreas Malmqvist Brian Oliver |

### Storbritannien vs Danmark
| 14. maj 2019 16:15 | Storbritannien | 0–9 (0–3, 0–5, 0–1) | Danmark | Steel Aréna, Košice Tilskuere: 3,463 |

| Rapport | Rapport                                             | Rapport | Rapport        | Rapport                                                                     |
| ------- | --------------------------------------------------- | --- | -------------- | --------------------------------------------------------------------------- |
|         | Ben Bowns Jackson Whistle                           | Målmænd | Sebastian Dahm | Dommer: Martin Fraňo Oliver Gouin Linjedommere: Dmitri Golyak Roman Kaderli |
|         | 0–1 / 0–2 / 0–3 / 0–4 / 0–5 / 0–6 / 0–7 / 0–8 / 0–9 | 08:49 – J. Jensen (Eller, M. Lauridsen) (PP2) / 09:37 – Bau (Bødker, Regin) (PP) / 12:11 – Poulsen (Olesen) / 21:08 – Brugisser (Bødker, Madsen) / 23:17 – Eller (J. Jensen Aabo, Regin) (PP) / 24:38 – N. Jensen (Eller, M. Lauridsen) (PP) / 31:00 – N. Jensen (Storm, Eller) / 35:44 – Poulsen (J. Jensen, Olesen) / 51:53 – Poulsen (Jakobsen) (SH) |                | Dommer: Martin Fraňo Oliver Gouin Linjedommere: Dmitri Golyak Roman Kaderli |
| 10 min  | Strafminutter                                       | 6 min |                | Dommer: Martin Fraňo Oliver Gouin Linjedommere: Dmitri Golyak Roman Kaderli |
| 19      | Skud                                                | 42 |                | Dommer: Martin Fraňo Oliver Gouin Linjedommere: Dmitri Golyak Roman Kaderli |

### Tyskland vs Frankrig
| 14. maj 2019 20:15 | Tyskland | 4–1 (1–0, 2–1, 1–0) | Frankrig | Steel Aréna, Košice Tilskuere: 4,013 |

| Rapport | Rapport                         | Rapport                          | Rapport       | Rapport                                                                           |
| --- | ------------------------------- | -------------------------------- | ------------- | --------------------------------------------------------------------------------- |
| | Philipp Grubauer Niklas Treutle | Målmænd                          | Florian Hardy | Dommer: Yevgeni Romasko Maxim Sidorenko Linjedommere: Gleb Lazarev Dmitri Shishlo |
| Seider (Fauser, Hager) – 17:07 / Plachta (Eisenschmid, J. Müller) – 33:55 / Draisaitl (Kahun) – 37:54 / Holzer (EN) – 59:02 | 1–0 / 1–1 / 2–1 / 3–1 / 4–1     | 24:10 – Fleury (Bozon, Manavian) |               | Dommer: Yevgeni Romasko Maxim Sidorenko Linjedommere: Gleb Lazarev Dmitri Shishlo |
| 10 min | Strafminutter                   | 8 min                            |               | Dommer: Yevgeni Romasko Maxim Sidorenko Linjedommere: Gleb Lazarev Dmitri Shishlo |
| 31 | Skud                            | 25                               |               | Dommer: Yevgeni Romasko Maxim Sidorenko Linjedommere: Gleb Lazarev Dmitri Shishlo |

### USA vs Storbritannien
| 15. maj 2019 16:15 | USA | 6–3 (1–1, 3–1, 2–1) | Storbritannien | Steel Aréna, Košice Tilskuere: 5,510 |

| Rapport | Rapport                                             | Rapport                                                                                | Rapport   | Rapport                                                                              |
| --- | --------------------------------------------------- | -------------------------------------------------------------------------------------- | --------- | ------------------------------------------------------------------------------------ |
| | Thatcher Demko                                      | Målmænd                                                                                | Ben Bowns | Dommer: Tobias Bjork Manuel Nikolic Linjedommere: Miroslav Lhotský Andreas Malmqvist |
| Van Riemsdyk (Kane, Suter) (PP) – 12:17 / Keller (Q. Hughes, Demko) (PP) – 29:07 / Kreider (Eichel, Suter) – 31:20 / DeBrincat (Ryan, Kane) – 37:54 / Kane (Kreider, Hanifin) – 41:00 / Ryan (Glendening, Hanifin) – 49:10 | 1–0 / 1–1 / 2–1 / 3–1 / 4–1 / 4–2 / 5–2 / 6–2 / 6–3 | 15:08 – Hammond (Phillips) / 39:54 – Perlini / 56:28 – Davies (Lachowicz, Billingsley) |           | Dommer: Tobias Bjork Manuel Nikolic Linjedommere: Miroslav Lhotský Andreas Malmqvist |
| 0 min | Strafminutter                                       | 10 min                                                                                 |           | Dommer: Tobias Bjork Manuel Nikolic Linjedommere: Miroslav Lhotský Andreas Malmqvist |
| 65 | Skud                                                | 26                                                                                     |           | Dommer: Tobias Bjork Manuel Nikolic Linjedommere: Miroslav Lhotský Andreas Malmqvist |

### Tyskland vs Slovakiet
| 15. maj 2019 20:15 | Tyskland | 3–2 (0–0, 1–2, 2–0) | Slovakiet | Steel Aréna, Košice Tilskuere: 7,440 |

| Rapport | Rapport                     | Rapport                                                                    | Rapport      | Rapport                                                                         |
| --- | --------------------------- | -------------------------------------------------------------------------- | ------------ | ------------------------------------------------------------------------------- |
| | Mathias Niederberger        | Målmænd                                                                    | Marek Čiliak | Dommer: Martin Fraňo Maxim Sidorenko Linjedommere: Jiří Ondráček Dmitri Shishlo |
| Michaelis (Eisenschmid) – 23:54 / Eisenschmid (Seidenberg, Kahun) (EA) – 58:08 / Draisaitl (Tiffels, Kahun) – 59:33 | 1–0 / 1–1 / 1–2 / 2–2 / 3–2 | 28:30 – Sekera (Černák, Tatar) (PP2) / 29:55 – Hudáček (Pánik, Tatar) (PP) |              | Dommer: Martin Fraňo Maxim Sidorenko Linjedommere: Jiří Ondráček Dmitri Shishlo |
| 18 min | Strafminutter               | 18 min                                                                     |              | Dommer: Martin Fraňo Maxim Sidorenko Linjedommere: Jiří Ondráček Dmitri Shishlo |
| 21 | Skud                        | 36                                                                         |              | Dommer: Martin Fraňo Maxim Sidorenko Linjedommere: Jiří Ondráček Dmitri Shishlo |

### Canada vs Frankrig
| 16. maj 2019 16:15 | Canada | 5–2 (3–0, 0–1, 2–1) | Frankrig | Steel Aréna, Košice Tilskuere: 4,519 |

| Rapport | Rapport                                 | Rapport                                                   | Rapport               | Rapport                                                                              |
| --- | --------------------------------------- | --------------------------------------------------------- | --------------------- | ------------------------------------------------------------------------------------ |
| | Carter Hart                             | Målmænd                                                   | Henri-Corentin Buysse | Dommer: Linus Öhlund Stephen Reneau Linjedommere: Miroslav Lhotský Andreas Malmqvist |
| Mantha (Theodore, Severson) (PP2) – 08:19 / Nurse (Marchessault, Dubois) – 10:50 / Cirelli (Couturier, Reinhart) – 16:15 / Mantha – 48:36 / Stone (Marchessault) – 50:27 | 1–0 / 2–0 / 3–0 / 3–1 / 3–2 / 4–2 / 5–2 | 36:13 – Fleury (Chakiachvili, Guttig) (PP) / 42:55 – Rech |                       | Dommer: Linus Öhlund Stephen Reneau Linjedommere: Miroslav Lhotský Andreas Malmqvist |
| 8 min | Strafminutter                           | 10 min                                                    |                       | Dommer: Linus Öhlund Stephen Reneau Linjedommere: Miroslav Lhotský Andreas Malmqvist |
| 46 | Skud                                    | 23                                                        |                       | Dommer: Linus Öhlund Stephen Reneau Linjedommere: Miroslav Lhotský Andreas Malmqvist |

### Finland vs Danmark
| 16. maj 2019 20:15 | Finland | 3–1 (0–0, 2–1, 1–0) | Danmark | Steel Aréna, Košice Tilskuere: 4,812 |

| Rapport                                                                                           | Rapport               | Rapport                                          | Rapport        | Rapport                                                                       |
| ------------------------------------------------------------------------------------------------- | --------------------- | ------------------------------------------------ | -------------- | ----------------------------------------------------------------------------- |
|                                                                                                   | Kevin Lankinen        | Målmænd                                          | Sebastian Dahm | Dommer: Tobias Bjork Roman Gofman Linjedommere: William Hancock Roman Kaderli |
| Kakko (Lehtonen) – 25:49 / Manninen (Rajala, Lehtonen) – 34:19 / Pesonen (Kakko, Ohtamaa) – 51:07 | 0–1 / 1–1 / 2–1 / 3–1 | 21:49 – Madsen (Nick. Jensen, M. Lauridsen) (PP) |                | Dommer: Tobias Bjork Roman Gofman Linjedommere: William Hancock Roman Kaderli |
| 10 min                                                                                            | Strafminutter         | 6 min                                            |                | Dommer: Tobias Bjork Roman Gofman Linjedommere: William Hancock Roman Kaderli |
| 37                                                                                                | Skud                  | 26                                               |                | Dommer: Tobias Bjork Roman Gofman Linjedommere: William Hancock Roman Kaderli |

### Frankrig vs Slovakiet
| 17. maj 2019 16:15 | Frankrig | 3–6 (0–2, 2–1, 1–3) | Slovakiet | Steel Aréna, Košice Tilskuere: 7,440 |

| Rapport | Rapport                                             | Rapport | Rapport      | Rapport                                                                           |
| --- | --------------------------------------------------- | --- | ------------ | --------------------------------------------------------------------------------- |
| | Florian Hardy Henri-Corentin Buysse                 | Målmænd | Patrik Rybár | Dommer: Roman Gofman Gordon Schukies Linjedommere: Roman Kaderli Miroslav Lhotský |
| Manavian (Hecquefeuille, Bertrand) – 32:16 / Texier (Chakiachvili, Fleury) (PP) – 35:09 / Rech (Texier, Dame-Malka) – 57:50 | 0–1 / 0–2 / 0–3 / 1–3 / 2–3 / 2–4 / 2–5 / 2–6 / 3–6 | 13:25 – Pánik (Lantoši, Sekera) (PP) / 19:10 – Sukeľ (Fehérváry, Tatar) / 25:31 – Hudáček (Pánik, Černák) (PP) / 40:16 – Černák (Pánik, Tatar) / 42:41 – Čajkovský (Buc) (SH) / 45:41 – Nagy (Daňo, Marinčin) (PP) |              | Dommer: Roman Gofman Gordon Schukies Linjedommere: Roman Kaderli Miroslav Lhotský |
| 12 min | Strafminutter                                       | 4 min |              | Dommer: Roman Gofman Gordon Schukies Linjedommere: Roman Kaderli Miroslav Lhotský |
| 20 | Skud                                                | 27 |              | Dommer: Roman Gofman Gordon Schukies Linjedommere: Roman Kaderli Miroslav Lhotský |

### Finland vs Storbritannien
| 17. maj 2019 20:15 | Finland | 5–0 (0–0, 3–0, 2–0) | Storbritannien | Steel Aréna, Košice Tilskuere: 5,618 |

| Rapport | Rapport                     | Rapport | Rapport   | Rapport                                                                            |
| --- | --------------------------- | ------- | --------- | ---------------------------------------------------------------------------------- |
| | Jussi Olkinuora             | Målmænd | Ben Bowns | Dommer: Linus Öhlund Stephen Reneau Linjedommere: Joep Leermakers Nathan Vanoosten |
| Rajala (Lehtonen, Olkinuora) (PP) – 20:24 / Ohtamaa (Tyrväinen, Savinainen) – 25:08 / Kiviranta (Koivisto, Tyrväinen) – 34:59 / Kuusela (Savinainen) (EN) – 57:27 / Lehtonen (Jokiharju) (PP) – 59:49 | 1–0 / 2–0 / 3–0 / 4–0 / 5–0 |         |           | Dommer: Linus Öhlund Stephen Reneau Linjedommere: Joep Leermakers Nathan Vanoosten |
| 4 min | Strafminutter               | 8 min   |           | Dommer: Linus Öhlund Stephen Reneau Linjedommere: Joep Leermakers Nathan Vanoosten |
| 49 | Skud                        | 12      |           | Dommer: Linus Öhlund Stephen Reneau Linjedommere: Joep Leermakers Nathan Vanoosten |

### Danmark vs USA
| 18. maj 2019 12:15 | Danmark | 1–7 (0–4, 1–2, 0–1) | USA | Steel Aréna, Košice Tilskuere: 6,184 |

| Rapport                            | Rapport                                       | Rapport | Rapport        | Rapport                                                                            |
| ---------------------------------- | --------------------------------------------- | --- | -------------- | ---------------------------------------------------------------------------------- |
|                                    | Simon Nielsen Patrick Galbraith               | Målmænd | Cory Schneider | Dommer: Martin Fraňo Mikko Kaukokari Linjedommere: Dmitri Shishlo Nathan Vanoosten |
| Olesen (Bau, O. Lauridsen) – 24:50 | 0–1 / 0–2 / 0–3 / 0–4 / 1–4 / 1–5 / 1–6 / 1–7 | 10:34 – Vatrano (Ryan, Hanifin) / 11:03 – DeBrincat (Kane, Suter) (PP) / 14:24 – Van Riemsdyk (Suter, White) / 18:49 – Kreider (J. Hughes, Eichel) / 31:55 – DeBrincat (Kane, White) / 33:17 – Larkin (Ryan) / 51:19 – Eichel (Kane, Debrincat) (PP) |                | Dommer: Martin Fraňo Mikko Kaukokari Linjedommere: Dmitri Shishlo Nathan Vanoosten |
| 8 min                              | Strafminutter                                 | 10 min |                | Dommer: Martin Fraňo Mikko Kaukokari Linjedommere: Dmitri Shishlo Nathan Vanoosten |
| 22                                 | Skud                                          | 26 |                | Dommer: Martin Fraňo Mikko Kaukokari Linjedommere: Dmitri Shishlo Nathan Vanoosten |

### Canada vs Tyskland
| 18. maj 2019 16:15 | Canada | 8–1 (2–0, 2–1, 4–0) | Tyskland | Steel Aréna, Košice Tilskuere: 6,510 |

| Rapport | Rapport                                             | Rapport                                      | Rapport        | Rapport                                                                      |
| --- | --------------------------------------------------- | -------------------------------------------- | -------------- | ---------------------------------------------------------------------------- |
| | Matt Murray                                         | Målmænd                                      | Niklas Treutle | Dommer: Roman Gofman Peter Stano Linjedommere: Roman Kaderli Joep Leermakers |
| Chabot (Marchessault, Strome) (PP) – 02:01 / Stone (Severson, Nurse) – 16:43 / Stone (Strome, Marchessault) (PP) – 26:02 / Stone (Dubois) – 38:49 / Mantha – 43:01 / Mantha (Turris) – 44:55 / Reinhart (Strome) – 45:28 / Cirelli (Joseph) (SH) – 53:10 | 1–0 / 2–0 / 3–0 / 3–1 / 4–1 / 5–1 / 6–1 / 7–1 / 8–1 | 38:01 – Ehliz (Eisenschmid, Seidenberg) (PP) |                | Dommer: Roman Gofman Peter Stano Linjedommere: Roman Kaderli Joep Leermakers |
| 12 min | Strafminutter                                       | 18 min                                       |                | Dommer: Roman Gofman Peter Stano Linjedommere: Roman Kaderli Joep Leermakers |
| 49 | Skud                                                | 16                                           |                | Dommer: Roman Gofman Peter Stano Linjedommere: Roman Kaderli Joep Leermakers |

### Storbritannien vs Slovakiet
| 18. maj 2019 20:15 | Storbritannien | 1–7 (1–3, 0–3, 0–1) | Slovakiet | Steel Aréna, Košice Tilskuere: 7,440 |

| Rapport                      | Rapport                                       | Rapport | Rapport     | Rapport                                                                             |
| ---------------------------- | --------------------------------------------- | --- | ----------- | ----------------------------------------------------------------------------------- |
|                              | Ben Bowns Jackson Whistle                     | Målmænd | Denis Godla | Dommer: Brett Iverson Stephen Reneau Linjedommere: William Hancock Miroslav Lhotský |
| Hammond (Richardson) – 17:44 | 0–1 / 0–2 / 0–3 / 1–3 / 1–4 / 1–5 / 1–6 / 1–7 | 02:04 – Sekera (Buc) / 02:25 – Tatar / 09:02 – Marinčin (Krištof) (PP) / 24:33 – Čajkovský (Pánik) / 29:09 – Studenič (Krištof) / 35:11 – Sukel (Liška, Koch) (SH) / 58:00 – Bondra (Koch, Nagy) |             | Dommer: Brett Iverson Stephen Reneau Linjedommere: William Hancock Miroslav Lhotský |
| 4 min                        | Strafminutter                                 | 4 min |             | Dommer: Brett Iverson Stephen Reneau Linjedommere: William Hancock Miroslav Lhotský |
| 17                           | Skud                                          | 38 |             | Dommer: Brett Iverson Stephen Reneau Linjedommere: William Hancock Miroslav Lhotský |

### Tyskland vs USA
| 19. maj 2019 16:15 | Tyskland | 1–3 (1–1, 0–0, 0–2) | USA | Steel Aréna, Košice Tilskuere: 6,293 |

| Rapport                     | Rapport               | Rapport | Rapport        | Rapport                                                                        |
| --------------------------- | --------------------- | --- | -------------- | ------------------------------------------------------------------------------ |
|                             | Mathias Niederberger  | Målmænd | Cory Schneider | Dommer: Linus Öhlund Peter Stano Linjedommere: Hannu Sormunen Nathan Vanoosten |
| Tiffels (Draisaitl) – 11:55 | 1–0 / 1–1 / 1–2 / 1–3 | 13:47 – Van Riemsdyk (Keller, Martinez) / 50:03 – Larkin (Van Riemsdyk, Martinez) / 56:15 – Eichel (Kane, Suter) (PP) |                | Dommer: Linus Öhlund Peter Stano Linjedommere: Hannu Sormunen Nathan Vanoosten |
| 2 min                       | Strafminutter         | 4 min |                | Dommer: Linus Öhlund Peter Stano Linjedommere: Hannu Sormunen Nathan Vanoosten |
| 25                          | Skud                  | 29 |                | Dommer: Linus Öhlund Peter Stano Linjedommere: Hannu Sormunen Nathan Vanoosten |

### Frankrig vs Finland
| 19. maj 2019 20:15 | Frankrig | 0–3 (0–1, 0–1, 0–1) | Finland | Steel Aréna, Košice Tilskuere: 4,682 |

| Rapport | Rapport         | Rapport | Rapport        | Rapport                                                                         |
| ------- | --------------- | --- | -------------- | ------------------------------------------------------------------------------- |
|         | Florian Hardy   | Målmænd | Kevin Lankinen | Dommer: Martin Fraňo Gordon Schukies Linjedommere: Andrew Dalton Dmitri Shishlo |
|         | 0–1 / 0–2 / 0–3 | 09:24 – Kiviranta (Lindbohm, Tyrväinen) / 21:51 – Mikkola (Pesonen, Kaski) / 52:31 – Sallinen (Savinainen, Kuusela) |                | Dommer: Martin Fraňo Gordon Schukies Linjedommere: Andrew Dalton Dmitri Shishlo |
| 14 min  | Strafminutter   | 8 min |                | Dommer: Martin Fraňo Gordon Schukies Linjedommere: Andrew Dalton Dmitri Shishlo |
| 21      | Skud            | 47 |                | Dommer: Martin Fraňo Gordon Schukies Linjedommere: Andrew Dalton Dmitri Shishlo |

### Frankrig vs Storbritannien
| 20. maj 2019 16:15 | Frankrig | 3–4 OT (0–0, 3–2, 0–1) (OT: 0–1) | Storbritannien | Steel Aréna, Košice Tilskuere: 7,440 |

| Rapport                                                                                            | Rapport                                 | Rapport | Rapport   | Rapport                                                                         |
| -------------------------------------------------------------------------------------------------- | --------------------------------------- | --- | --------- | ------------------------------------------------------------------------------- |
| | Florian Hardy                           | Målmænd | Ben Bowns | Dommer: Mikko Kaukokari Peter Stano Linjedommere: Roman Kaderli Joep Leermakers |
| Rech (Manavian, Bozon) – 23:36 / Treille (Chakiachvili, Texier) – 27:31 / Rech (Claireaux) – 27:37 | 1–0 / 2–0 / 3–0 / 3–1 / 3–2 / 3–3 / 3–4 | 34:59 – Dowd (O'Connor) / 38:04 – Hammond (O’Connor, Phillips) / 45:16 – Farmer (Phillips, O’Connor) / 62:03 – Davies (Phillips) |           | Dommer: Mikko Kaukokari Peter Stano Linjedommere: Roman Kaderli Joep Leermakers |
| 4 min                                                                                              | Strafminutter                           | 4 min |           | Dommer: Mikko Kaukokari Peter Stano Linjedommere: Roman Kaderli Joep Leermakers |
| 36                                                                                                 | Skud                                    | 30 |           | Dommer: Mikko Kaukokari Peter Stano Linjedommere: Roman Kaderli Joep Leermakers |

### Canada vs Danmark
| 20. maj 2019 20:15 | Canada | 5–0 (3–0, 1–0, 1–0) | Danmark | Steel Aréna, Košice Tilskuere: 4,665 |

| Rapport | Rapport                         | Rapport | Rapport           | Rapport                                                                          |
| --- | ------------------------------- | ------- | ----------------- | -------------------------------------------------------------------------------- |
| | Carter Hart Mackenzie Blackwood | Målmænd | Patrick Galbraith | Dommer: Linus Öhlund Gordon Schukies Linjedommere: Andrew Dalton William Hancock |
| Dubois (Marchessault, Stone) – 02:00 / McCann (Turris) – 06:06 / Marchessault (Severson, Stone) – 08:23 / Reinhart (Couturier, Chabot) (PP) – 33:53 / Reinhart (Myers, Cirelli) – 44:34 | 1–0 / 2–0 / 3–0 / 4–0 / 5–0     |         |                   | Dommer: Linus Öhlund Gordon Schukies Linjedommere: Andrew Dalton William Hancock |
| 8 min | Strafminutter                   | 6 min   |                   | Dommer: Linus Öhlund Gordon Schukies Linjedommere: Andrew Dalton William Hancock |
| 34 | Skud                            | 24      |                   | Dommer: Linus Öhlund Gordon Schukies Linjedommere: Andrew Dalton William Hancock |

### Finland vs Tyskland
| 21. maj 2019 12:15 | Finland | 2–4 (1–1, 1–1, 0–2) | Tyskland | Steel Aréna, Košice Tilskuere: 6,685 |

| Rapport                                                                  | Rapport                           | Rapport | Rapport          | Rapport                                                                            |
| ------------------------------------------------------------------------ | --------------------------------- | --- | ---------------- | ---------------------------------------------------------------------------------- |
|                                                                          | Kevin Lankinen                    | Målmænd | Philipp Grubauer | Dommer: Roman Gofman Stephen Reneau Linjedommere: William Hancock Nathan Vanoosten |
| Pesonen (Lehtonen, Jokiharju) (PP) – 15:05 / Tyrväinen (Ojamäki) – 24:07 | 1–0 / 1–1 / 2–1 / 2–2 / 2–3 / 2–4 | 17:04 – Michaelis (Plachta, Eisenschmid) / 33:13 – Kahun (Draisaitl) / 44:46 – Draisaitl (Pföderl) (PP) / 59:00 – Draisaitl (EN) |                  | Dommer: Roman Gofman Stephen Reneau Linjedommere: William Hancock Nathan Vanoosten |
| 4 min                                                                    | Strafminutter                     | 8 min |                  | Dommer: Roman Gofman Stephen Reneau Linjedommere: William Hancock Nathan Vanoosten |
| 41                                                                       | Skud                              | 21 |                  | Dommer: Roman Gofman Stephen Reneau Linjedommere: William Hancock Nathan Vanoosten |

### Slovakiet vs Danmark
| 21. maj 2019 16:15 | Slovakiet | 2–1 GWS (0–0, 1–0, 0–1) (OT: 0–0) (SO: 1–0) | Danmark | Steel Aréna, Košice Tilskuere: 7,440 |

| Rapport                           | Rapport       | Rapport                                     | Rapport        | Rapport                                                                         |
| --------------------------------- | ------------- | ------------------------------------------- | -------------- | ------------------------------------------------------------------------------- |
|                                   | Denis Godla   | Målmænd                                     | Sebastian Dahm | Dommer: Brett Iverson Linus Öhlund Linjedommere: Joep Leermakers Hannu Sormunen |
| Marinčin (Studenič, Nagy) – 39:04 | 1–0 / 1–1     | 46:41 – Bødker (Russell, Jensen Aabo) (PP2) |                | Dommer: Brett Iverson Linus Öhlund Linjedommere: Joep Leermakers Hannu Sormunen |
| 10 min                            | Strafminutter | 4 min                                       |                | Dommer: Brett Iverson Linus Öhlund Linjedommere: Joep Leermakers Hannu Sormunen |
| 29                                | Skud          | 14                                          |                | Dommer: Brett Iverson Linus Öhlund Linjedommere: Joep Leermakers Hannu Sormunen |

### Canada vs USA
| 21. maj 2019 20:15 | Canada | 3–0 (2–0, 1–0, 0–0) | USA | Steel Aréna, Košice Tilskuere: 7,440 |

| Rapport                                                                            | Rapport         | Rapport | Rapport        | Rapport                                                                            |
| ---------------------------------------------------------------------------------- | --------------- | ------- | -------------- | ---------------------------------------------------------------------------------- |
|                                                                                    | Matt Murray     | Målmænd | Cory Schneider | Dommer: Martin Fraňo Mikko Kaukokari Linjedommere: Miroslav Lhotský Dmitri Shishlo |
| Dubois (Stone) – 01:49 / Turris (Mantha) – 08:02 / McCann (Turris, Fabbro) – 35:59 | 1–0 / 2–0 / 3–0 |         |                | Dommer: Martin Fraňo Mikko Kaukokari Linjedommere: Miroslav Lhotský Dmitri Shishlo |
| 14 min                                                                             | Strafminutter   | 4 min   |                | Dommer: Martin Fraňo Mikko Kaukokari Linjedommere: Miroslav Lhotský Dmitri Shishlo |
| 36                                                                                 | Skud            | 28      |                | Dommer: Martin Fraňo Mikko Kaukokari Linjedommere: Miroslav Lhotský Dmitri Shishlo |